# Anton Maria Zanetti
Anton Maria Zanetti (1er janvier 1706 à Venise - 3 novembre 1778 dans la même ville) est un littérateur italien.

## Biographie
Anton Maria Zanetti naquit à Venise, en 1716. Quoiqu’il ait eu la précaution d’adopter le surnom d’Alexandre pour empêcher qu’on ne le confondît avec son cousin, peu de biographes ont su se garantir de cette erreur. À l’étude des principes des arts, il joignit celle des langues anciennes, et se rendit très-habile dans l’archéologie et la numismatique. En 1758, il fut nommé conservateur (custos) de la bibliothèque de St-Marc ; avec le secours d’Antonio Bongiovanni, deux ans après il publia le catalogue des manuscrits grecs, latins et italiens, dont la garde lui était confiée. D’Ansse de Villoison a laissé des additions pour ce catalogue, et en a corrigé plusieurs articles. Zanetti trouva dans la culture des arts un délassement à ses autres travaux, et mourut le 3 novembre 1778, à l’âge de 62 ans. Il eut pour successeur dans sa place de bibliothécaire le savant abbé Morelli.

## Œuvres
Outre le Catalogue dont on vient de parler, on a de Zanetti :
- Varie pitture a fresco di principali maestri veneziani; ora la prima volta con le stampe pubblicate, Venise, 1760, petit in-fol. Ce volume est orné de 24 planches dessinées et gravées par l’auteur.
- Della pittura veneziana e delle opere pubbliche de veneziani maestri libri V, Venise, 1771, in-8°; nouvelle édition, 1794, même format. Cet ouvrage, plein de recherches curieuses, est regardé comme l’un des meilleurs qui aient paru sur l’histoire de la peinture en Italie. L’abbé Lanzi convient qu’il lui a été d’un très-grand secours pour sa Storia pittorica, et qu’il y a puisé tous les détails relatifs à l’école vénitienne.